# Yevgeniy Timoshenko
Yevgeniy Timoshenko (Oekraïens: Євген Тимошенко - Charkov, ..-..-1988) is een in de Sovjet-Unie geboren Oekraïens professioneel pokerspeler. Hij won onder meer het $25.000 No Limit Hold'em - Championship Event van de World Poker Tour Seventh Annual Five Star World Poker Classic 2009 (goed voor een hoofdprijs van $.2.149.960,-) en het $5.000 No Limit Hold'em-toernooi van het Asian Poker Tour - Macau 2008-evenement (goed voor $500.000,-).
Timoshenko won tot en met juni 2014 meer dan $6.800.000,- in (live) pokertoernooien, cashgames niet meegerekend. Hij werd geboren in Oekraïne, maar verhuisde op zijn tiende naar de Verenigde Staten.

## Wapenfeiten
Timoshenko won in 2009 zijn eerste officiële World Poker Tour (WPT)-toernooi, maar speelde zich al eerder op de kaart in de professionele pokerwereld. Hij kwam wel schijnbaar vanuit het niets toen hij in april 2007 plotseling het €1.000 No Limit Hold'em-toernooi van de Paddy Power Irish Open 2007 won, goed voor $166.302,-. Daarop volgden in de aanloop naar zijn WPT-zege verschillende andere aansprekende resultaten.
Timoshenko zat na zijn winst in Ierland aan nog zeven finaletafels voor hij zijn grote slag sloeg in april 2009. Zo won hij het $5.000 No Limit Hold'em-toernooi van het Asian Poker Tour - Macau 2008-evenement, werd hij tweede (achter Davide Nughes) in het €2.000 No Limit Hold'em-toernooi van de European Poker Tour Barcelona Open (goed voor $134.087,-) en derde in het £1.500 No Limit Hold'em-toernooi van de World Series of Poker Europe 2008 (goed voor $100.666,-).
Na zijn WPT-zege in 2009 nam Timoshenko deel aan onder meer aan de Party Poker Premier League IV 2010-competitie. Daarin haalde hij in drie heats niet genoeg punten om zich te plaatsen voor een zeskoppige finaletafel. Datzelfde jaar haalde Timoshenko wel de finaletafel van het $10.000 No Limit Hold'em-toernooi van de PartyPoker.com World Open VI. Hij eindigde die als nummer twee, achter Sam Trickett. Die prestatie leverde hem nog eens $110.000,- op.
Voor Timoshenko vormden de World Series of Poker 2009 de eerste versie van dit evenement in de Verenigde Staten waaraan hij meedeed. Hij speelde zich er op twee toernooien in het prijzengeld, waarbij zijn zestiende plaats met $10.000 World Championship Heads-Up- zijn beste prestatie was (goed voor $38.424,-). Op de World Series of Poker 2011 was Timoshenko verliezend finalist in het $25.000 Heads Up No-Limit Hold'em Championship. Hij won een-tegen-een van onder andere Dan Cates,  Amritraj Singh, Olivier Busquet, David Paredes en Eric Froehlich, maar werd in de finale verslagen door Jake Cody. Zijn tweede plaats was goed voor $525.980,-

## World Championship of Online Poker
Naast zijn prijzen in casino's, won Timoshenko verschillende van 's wereld grootste online-toernooien. Zo werd hij in 2009 eerste in het hoofdtoernooi van het World Championship of Online Poker (WCOOP), wat hem $1.715.200,- opleverde. Eerder won hij onder meer het online PokerStars Sunday Million-toernooi, goed voor een hoofdprijs van $250.000,-.